# Carex queretarensis
Carex queretarensis är en halvgräsart som beskrevs av Anton Albert Reznicek och Maria del Socorro González Elizondo. Carex queretarensis ingår i släktet starrar, och familjen halvgräs. Inga underarter finns listade i Catalogue of Life.